# Mahou San Miguel
Mahou San Miguel és una empresa espanyola amb la seu central a Madrid. La companyia distribueix tres marques principals de cervesa: Mahou, San Miguel i Alhambra. És el major productor espanyol de cervesa i ostenta el 70% del mercat de cervesa estatal exportada. El 2011 va diversificar el seu negoci amb la compra de l'empresa d'aigua mineral Solán de Cabras.

## Història
El 1890 es va fundar a Madrid l'empresa Hijos de Casimiro Mahou dedicada a la fabricació de cervesa i gel. La fàbrica i la malteria estaven situades al carrer Amaniel. El 1957 es va convertir en societat anònima amb el nom de Mahou.
El mateix 1890 en què es va fundar Mahou, es va fundar al barri de San Miguel de Manila, la capital de les Filipines (aleshores colònia espanyola), la fàbrica de cervesa San Miguel. El 1947 es va crear a Espanya una filial anomenada La Segarra SA, que, el 1957, va canviar el seu nom a Fàbrica de Cervesa i Malta San Miguel SA.
L'any 2000 Mahou SA va comprar el 70% de San Miguel SA al Grup Danone per 55.000 milions de pessetes, essent ja propietària de l'altre 30% i constituint-se així el grup Mahou San Miguel. L'any 2007 la companyia va adquirir l'empresa andalusa Cervezas Alhambra per 200 milions d'euros.